# دیوید بدوک
دیوید بدوک (عبری: דוד "דבי" בידוק‎؛ زادهٔ ۳۱ مارس ۱۹۸۴) بازیکن فوتبال اهل فرانسه است.